# 吉尼赛乡
吉尼赛乡，是中华人民共和国青海省玉树藏族自治州囊谦县下辖的一个乡镇级行政单位。

## 行政区划
吉尼赛乡下辖以下地区：
拉翁村、瓦左村、麦曲村和吉赖村。